# Isenthal
Isenthal és un municipi del cantó d'Uri (Suïssa).